# Kuiji
Kuiji (chinois : 窥基 ; pinyin : kuījī, né en 632, décédé en 682, partisan du Yogācāra, est un moine chinois et un disciple éminent de Xuanzang.
Les commentaires de Kuiji sur le Cheng weishi lun (en) et son traité original sur le Yogācāra, le  Fayuan yilin chang (chinois : 大乘法苑義林章 ; pinyin : Essais sur la forêt de significations dans le jardin du Dharma Mahāyāna) sont devenus les fondations de l'école Weishi ou Faxiang.
L'École Faxiang considère Kuiji comme son premier patriarche.

## Œuvres

### Commentaires
- Amitābha et Maitreya Sūtras
- Sūtra du Diamant
- Sūtra du Cœur (般若波羅蜜多心經幽贊)
- Sūtra du Lotus (Saddharmapuṇḍarīka sūtra)(妙法蓮華經玄贊)
- Vimalakīrtinirdeśa Sūtra(說無垢稱經疏)

### Logique Bouddhiste
- Logique bouddhiste (因明入正理論疏)

### Commentaires spécifiques au Yogachara
- Madhyāntavibhāga ( 辯中邊論述記)
- Commentaires de Sthiramati sur le Abhidharmasamuccaya (雜集論述記)  d'Asaṅga
- Vingt vers de Vasubandhu (Viṃśatikā)(唯識二十論述記)
- Traité des cent dharmas de Vasubandhu( 大乘百法明門論解)
- Yogācārabhūmi (en) ( 瑜伽師地論略纂)

## Sources
- Lusthaus, Dan (undated). Quick Overview of the Faxiang School 法相宗. Source: